# Refuge de Ciottulu di i Mori
Il refuge Ciottulu di i Mori è un rifugio alpino che si trova nel comune di Albertacce ai piedi di capo Tafonato (2.343 m) e poco lontano dal Paglia Orba (2.525 m) nella valle del Golo. Ha una capienza di 24 posti letto.